# Mihnea I. cel Rău

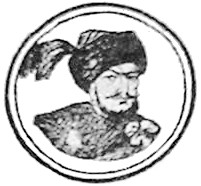
Mihnea I. cel Rau; Darstellung des 19. Jahrhunderts

Mihnea I. cel Rău (deutsch Mihnea der Böse; * um 1462; † 12. März 1510 in Hermannstadt, Königreich Ungarn, heute Rumänien) war ein Sohn Vlad Draculas († 1476) und von April 1508 bis Oktober 1509 Woiwode der Walachei.

## Leben
Mihnea entstammte der ersten Ehe Vlads III. mit einer unbekannten Adeligen aus Siebenbürgen und wurde um 1462 geboren. Seine kurze Regierungszeit war überschattet von Machtkämpfen mit den Bojarenfamilien der Walachei, von denen er auch seinen Beinamen „der Böse“ erhielt. Mit der Unterstützung des Osmanischen Reiches gelang es ihnen schließlich, Mihnea zu entmachten und zur Flucht nach Siebenbürgen zu zwingen. Dort wurde er am 12. März 1510 von einem gedungenen Mörder, der im Auftrag des Craiovești-Familienclans handelte, vor der heute evangelischen Stadtpfarrkirche (rum. Biserica Evanghelică) von Hermannstadt ermordet. In dieser Kirche fand er auch seine letzte Ruhestätte.

## Ehen und Nachkommen
Mihnea war zwei Mal verheiratet, in erster Ehe mit Smaranda Zápolya (ung. Szapolyai; † vor 1485), in zweiter Ehe mit Voica din Izvorani († nach 1510). Der ersten Ehe entstammten die Söhne Miloș und Mircea, der zweiten Ehe die Tochter Ruxandra.